# Lijst van burgemeesters van Wieringermeer
Dit is een lijst van burgemeesters van de voormalige Nederlandse gemeente Wieringermeer in de provincie Noord-Holland, vanaf het ontstaan van de gemeente op 1 juli 1941 (daarvoor was er een "openbaar lichaam" waarvan de landdrost als een burgemeester kon worden gezien) tot die gemeente op 1 januari 2012 opging in de nieuwe gemeente Hollands Kroon.
| Ambtsperiode                        | Naam burgemeester              | Partij of stroming | Bijzonderheden                                                                                    |
| ----------------------------------- | ------------------------------ | ------------------ | ------------------------------------------------------------------------------------------------- |
| 1938 - 30 juni 1941                 | Sikke (S.) Smeding             |                    | Landdrost. Vanaf 1 januari 1941 waarnemend.                                                       |
| 31 juli 1941 - 15 augustus 1941     | P.Ch.J. Peters                 |                    | waarnemend                                                                                        |
| 15 augustus 1941 - 14 augustus 1942 | G.G. Loggers                   |                    | daarvoor burgemeester van Barsingerhorn. Vervangen per 13 juli en ontslagen per 14 augustus 1942. |
| 13 juli 1942 - 5 mei 1945           | Aris (A.) Saal                 | NSB                | Tot 3 juli 1943 waarnemend.                                                                       |
| april 1945 - 12 mei 1945            | Sicco (S.L.) Mansholt          | SDAP               | Waarnemend. Werd aansluitend Minister van Landbouw, Visserij en Voedselvoorziening.               |
| 12 mei 1945 - 1 november 1954       | G.G. Loggers                   |                    | aansluitend burgemeester van Aalsmeer                                                             |
| 1 november 1954 - 16 april 1955     | H.A. Giesen                    | KVP                | Waarnemend.                                                                                       |
| 16 april 1955 - 1 november 1975     | Fokko Omta                     | ARP                | daarvoor burgemeester van Stedum                                                                  |
| 16 november 1975 - 26 oktober 1992  | J.F.G. Knorr                   | ARP / CDA          | eind 1992 met ziekteverlof en in 1993 ontslag verleend                                            |
| 26 oktober 1992 - 1 april 1994      | Henk (H.) van 't Kaar          | VVD                | Waarnemend.                                                                                       |
| 1 april 1994 - 1 oktober 2000       | Wiert (W.P.) Omta              | CDA                | Aansluitend burgemeester van Ermelo                                                               |
| 1 oktober 2000 - 16 juni 2001       | Jaap (J.) Gutker               | PvdA               | Waarnemend.                                                                                       |
| 16 juni 2001 - 1 december 2005      | Frans (F.J.) Spekreijse        | VVD                | Aansluitend burgemeester van Lochem                                                               |
| 15 december 2005 - 1 juni 2006      | Loes (L.A.G.M.) de Zeeuw-Lases | VVD                | Waarnemend.                                                                                       |
| 1 juni 2006 - 15 februari 2007      | Ria (M.) Beens-Jansen          | GL                 | Waarnemend.                                                                                       |
| 15 februari 2007 - 1 januari 2012   | Peter (P.F.) Leegwater         | CDA                |                                                                                                   |